# Gothic Lolita Doctrine
Albums de Yōsei Teikoku
Metanoia
Gothic Lolita Doctrine est le troisième album major et le deuxième Best Album de Yōsei Teikoku, sorti le 26 août 2009 au Japon.
Il regroupe des chansons parmi tous les singles précédemment sortis, de Shijun no Zankoku à Gekkō no Chigiri, plus une chanson inédite, Gothic Lolita Doctrine.

## Liste des titres
1. Gothic Lolita Doctrine
2. Valtica
3. Kikai Shōjo Gensō
  - Kikai Shōjo Gensō (機械少女幻想) signifie « le rêve de la fille mécanique ».
4. Akai Tobira
  - Akai Tobira (赤い扉) signifie « la porte rouge ».
5. Schwarzer Sarg
  - Schwarzer Sarg signifie « cercueil noir ».
6. Hades: The bloody rage
7. Wisdom
  - Wisdom signifie « sagesse ».
8. Destrudo
9. Iro no nai Sekai
  - Iro no nai Sekai (彩の無い世界) signifie « un monde incolore ».
  - Générique de fin de l'anime Kurokami the Animation.
10. Shijun no Zankoku
  - Shijun no Zankoku (至純の残酷) signifie « la cruauté de la pureté ».
  - Générigue de fin de l'anime Venus Versus Virus.
11. Simulacra
12. Tamakui (霊喰い)
13. Alte Burg
  - Alte Burg signifie « vieux château ».
14. Weiβ Flügel
  - Weiβ Flügel signifie « ailes blanches ».